# Chita, Japan
Chita (japanska: 知多市?, Chita-shi) är en japansk stad i prefekturen Aichi på den centrala delen av ön Honshu. Den har cirka 84 000 invånare. Chita fick stadsrättigheter 1 september 1970. Staden är belägen vid Isebukten söder om Nagoya och ingår i denna stads storstadsområde.